# Anna Katarina Konstantia Vasa
Anna Katarina Konstantia Vasa, polska: Anna Katarzyna Konstancja Waza, född 7 augusti 1619 i Warszawa, död 8 oktober 1651 i Köln, dotter till kung Sigismund III av Polen och Konstantia av Steiermark. Gift 8 juni 1642 med Filip Wilhelm av Pfalz-Neuburg i hans första äktenskap. Barnlös.
Anna Katarina Vasa förlänades 1632 grevskapen Brodnickie, Gołubskie och Tucholskie av det polska parlamentet. Mellan 1639 och 1642 fördes förhandlingar om ett äktenskap med Ferdinand Karl av Österrike, ärkehertig av Tyrolen, men de förverkligades inte på grund av ålderskillnaden och bråk om hemgiften.